# Адлербергская группа

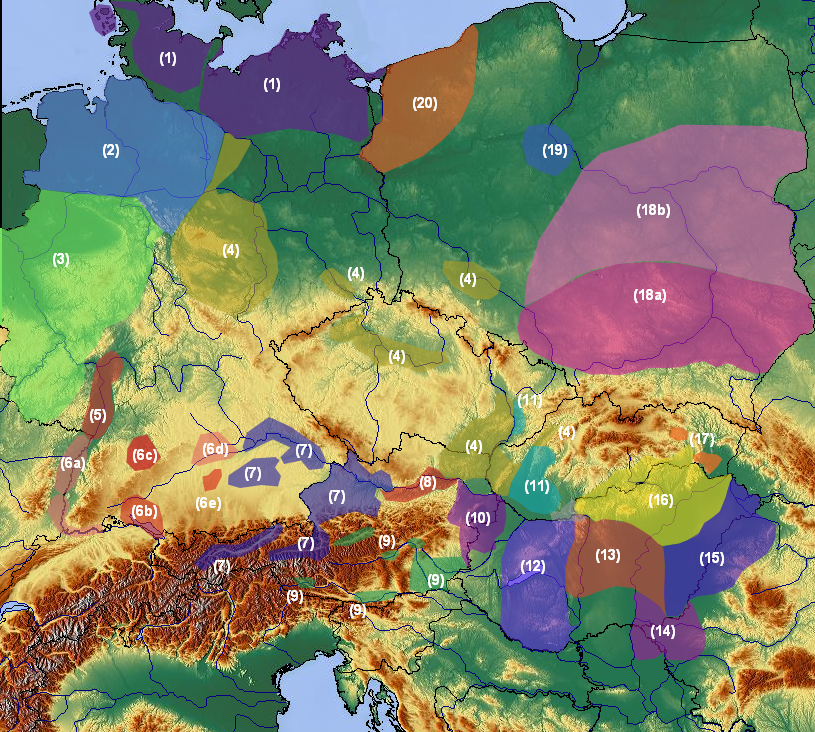
Распространение археологических культур в Центральной Европе во время стадии BA1 по хронологии Рейнеке.
(1) поздний энеолит; (2) культура колоколовидных кубков; (3) гигантские кубки; (4) унетицкая культура; (5) адлербергская культура; (6) ранняя бронза Северных Альп: (6a) группа Верхнего Рейна, (6b) группы Зинген-Некар-Рис-Лех; (7) штраубингская культура; (8) Унтервёльблингская культура; (9) ранний бронзовый век Юго-Восточных Альп; (10) визельбургская культура; (11) культура Нитра; (12) культура Кишапоштаг; (13) культура Надьрев; (14) культура Перьямош; (15) оттоманская культура; (16) хатванская культура; (17) коштянская культура; (18) мержановицкая культура: (18a) южная зона, (18b) северная зона; (19) группа Добре; (20) группа Плония (Буххольц).

Адлербергская группа (или адлербергская культура) — археологическая культура раннего бронзового века на юге Германии, региональный вариант унетицкой культуры.

## Раскопки
Название связано с местом первых находок, связываемых с данной культурой, плоским холмом Адлерберг на южной окраине г. Вормс в земле Рейнланд-Пфальц. Самостоятельность данной культуры признал Карл Шумахер, который отнёс находки к так называемой «адлербергской стадии», что стало первым шагом к установлению понятия «адлербергская группа» или «адлербергская культура». В конце 19 в. Карл Кёль по поручению Музея древностей г. Вормс провёл первые раскопки и опубликовал их результаты в 1900 г.. Пауль Райнеке датировал находки ранним бронзовым веком. Область распространения группы простиралась вдоль северного Верхнего Рейна и включала Южный Гессен, восточный Рейнланд-Пфальц и северный Баден-Вюртемберг. Известные до настоящего времени артефакты происходят большей частью из могил и кладов. Поселения пока не обнаружены.

## Эпонимический памятник Адлерберг
Археологический памятник Адлерберг был обнаружен в результате того, что в ходе добычи песка из песчаного карьера были обнаружены «пещеры» (фактически погребения) с археологическими артефактами. Многие погребения были при этом повреждены или разрушены.
После находки треугольного кинжала начались новые раскопки, в ходе которых был обнаружен некрополь. На нём было найдено 26 погребений, из которых три расположенных поверх друг друга погребения не относились к адлербергской группе.
Глубина погребений составляла от 40-50 до 100—150 см. Покойники укладывались в скорченном положении. Во многих могилах содержались погребальные дары из меди. В одном женском погребении была обнаружена ограда из дубовых досок.
Интерес представлял состав инвентаря некрополя. С одной стороны, в ряде могил погребальные дары целиком и полностью ассоциировались с финальным неолитом, с другой — в ряде могил инвентарь был смешанным, в нём были представлены и поздненеолитические предметы, и характерные для эпохи металла. По данной причине Кёль датировал некрополь периодом между финальным неолитом и эпохой металлов.

## Типовые артефакты
Наиболее характерным артефактом данной культуры является так называемая «адлербергская чаша», существующая в различных вариантах. Базовая форма: двуконический сосуд с остроконечным дном. Верхняя часть ручки находится под уровнем края сосуда, а нижняя часть ручки — в месте максимального диаметра сосуда. Имеются сосуды как с декорацией, так и без неё.
Кроме того, к характерным артефактам относятся иглы с саблевидным стержнем и округлой головкой, v-образные кнопки со сквозными отверстиями, а также маленькие, украшенные штампами металлические пластинки с закатанными узкими краями характерной формы.

## Погребения
Типичными являются погребения в скорченном положении в плоских могилах. Изредка могилы оборудованы камнем или деревом. Ориентация тел разнообразна. Существуют различия как между отдельными некрополями, так и в пределах тех же некрополей, и каких-либо закономерностей в расположении тел обнаружить не удалось. За редкими исключениями, погребения являются одиночными. Отличительной характеристикой погребений адлербергской группы является смешанный инвентарь, содержащий артефакты как позднего неолита, так и эпохи металла. К энеолитическим погребальным дарам относятся саблевидные костяные иглы с отверстием на кончике, наконечники стрел из кремня, костяные кольца, раковины, а также наручные защитные пластины различных размеров. Металлические погребальные дары встречаются редко: типичными формами являются саблевидные иглы, треугольные кинжалы, часть которых по своей форме относятся к особому «адлербергскому» типу, спиральные кольца для рук и пальцев, а также двусторонние шила, использовавшиеся, вероятно, для обработки кожи. Все металлические погребальные дары выполнены из меди, бронза отсутствует.

## Клады

### Клад из Гау-Бикельхайма
Клад, содержащий кинжалы, был найден в 1906 г. близ Гау-Бикельхайма. Он содержал треугольный кинжал одерско-эльбского типа (Oder-Elbe-Typus), кинжал с «верёвочной» рукояткой и 3 лезвия кинжалов. На одном из клинков видны едва заметные следы серебристого мышьяковистого покрытия. На основании декоративных мотивов и мышьяковистого покрытия предполагается, что данная культура имела связи с Бретанью и уэссекской культурой в Британии.

### Клад из Дексхайма
Предметы данного клада были переданы по частям в 1894—1903 гг. в Центральный римско-германский музей (Römisch-Germanischen Zentralmuseum) в г. Майнц. Некоторые иглы из данного клада являются вариантом типа иглы, характерного для штраубингской группы.